# Sunday Oliseh
Sunday Oliseh (* 14. September 1974 in Abavo) ist ein ehemaliger nigerianischer Fußballspieler und jetziger -trainer.

## Spielerkarriere

### Verein
Mit 15 Jahren ging Oliseh nach Belgien zum FC Lüttich. 1994 wechselte er nach Italien zur AC Reggiana. Ein Jahr später holte ihn der damalige Trainer des 1. FC Köln, Morten Olsen, in die Bundesliga, wo er zum Führungsspieler der Kölner Mannschaft wurde. 1997 holte Olsen den Mittelfeldspieler als Trainer von Ajax Amsterdam in die Niederlande, wo er die erfolgreichste Zeit seiner Karriere hatte. 1999 wechselte er zum italienischen Club Juventus Turin. Dort konnte er sich nicht durchsetzen und kam erneut in die Bundesliga, diesmal zu Borussia Dortmund.
Nachdem ihn mehrere Verletzungen zurückgeworfen hatten, wurde er 2002/03 an den VfL Bochum ausgeliehen. Dort brach er im Jahr 2004 nach einer Bundesligapartie gegen Hansa Rostock in der Kabine seinem Mitspieler Vahid Hashemian das Nasenbein. Angeblich habe Hashemian ihn auf dem Platz rassistisch beleidigt, deswegen habe er sich „wie geschlagen“ gefühlt. Oliseh sagte später: „In fast 15 Jahren als Profi ist mir das mit einem Mitspieler nie passiert, von den Gegnern ist es normal und mir egal.“ Hashemian bestritt die Beleidigungen und Oliseh musste den Verein verlassen.
Nach einer weiteren Saison für Borussia Dortmund wechselte Oliseh 2005 zum belgischen Verein KRC Genk, wo er allerdings in nur einem Ligaspiel zum Einsatz kam. Am 23. Januar 2006 löste er dort seinen Vertrag mit sofortiger Wirkung auf, nachdem er zwei Tage vorher noch für den Verein gespielt hatte.

### Nationalmannschaft
Für die nigerianische Nationalmannschaft absolvierte Oliseh 54 Spiele und war während seiner Zeit bei Ajax Amsterdam Kapitän. Er nahm an zwei Weltmeisterschaften teil und gewann 1996 mit der nigerianischen Mannschaft die Goldmedaille bei den Olympischen Sommerspielen 1996 in Atlanta.
Nach seiner aktiven Karriere folgte für wenige Monate ein Engagement als Sportkoordinator des Zweitligisten KAS Eupen.

## Trainertätigkeit
Im Juli 2015 wurde Oliseh Nationaltrainer Nigerias. Er folgte Stephen Keshi, dem wegen Vertragsbruchs gekündigt worden war. Am 26. Februar 2016 gab Oliseh via Twitter bekannt, dass er unter anderem auf Grund von Vertragsverletzungen und ausbleibenden Gehaltszahlungen als Nationaltrainer zurückgetreten ist.
Am 27. Dezember 2016 wurde bekannt, dass Oliseh beim niederländischen Zweitligisten Fortuna Sittard einen bis Ende Juni 2018 laufenden Vertrag als Cheftrainer unterschrieben hat. Die Vereinsführung von Fortuna Sittard entließ Oliseh als Cheftrainer am 14. Februar 2018 aufgrund „unzumutbarer Handlungen“ abseits des Vereinsbetriebs.
Zur Saison 2022/23 wurde Oliseh als Trainer des Regionalligisten SV Straelen vorgestellt. Nach fünf Niederlagen in den ersten fünf Spielen trat Oliseh zurück.

## Erfolge
- 1996 Goldmedaille bei den Olympischen Spielen mit der nigerianischen Fußballnationalmannschaft
- 1998 Niederländischer Meister
- 2002 Deutscher Meister
- 2002 UEFA-Pokal-Finale